# AEG B.I
El AEG B.I era un biplano, biplaza desarmado con funciones de reconocimiento y producido en muy pequeñas cantidades desde 1914.

## Diseño y desarrollo
A principios del siglo XX la compañía AEG —Allgemeine Elektrizitäts Gesellschaft— empezó a interesarse por la aviación por lo que constituyó en 1910 un departamento de aviación y cuando estalló la Primera Guerra Mundial , ya se había establecido como fábrica de aviones militares. En 1914 se le encargo una pequeña cantidad de aparatos de reconocimiento desarmados. Designado B.I, era un biplano de tres secciones y envergadura desigual. Este diseño fue la base para el desarrollo de aeronaves más exitosas de la compañía AEG, como las de las series  AEG C y AEG J

## Operadores
- Imperio Alemán: Luftstreitkräfte

## Especificaciones (AEG B.I)

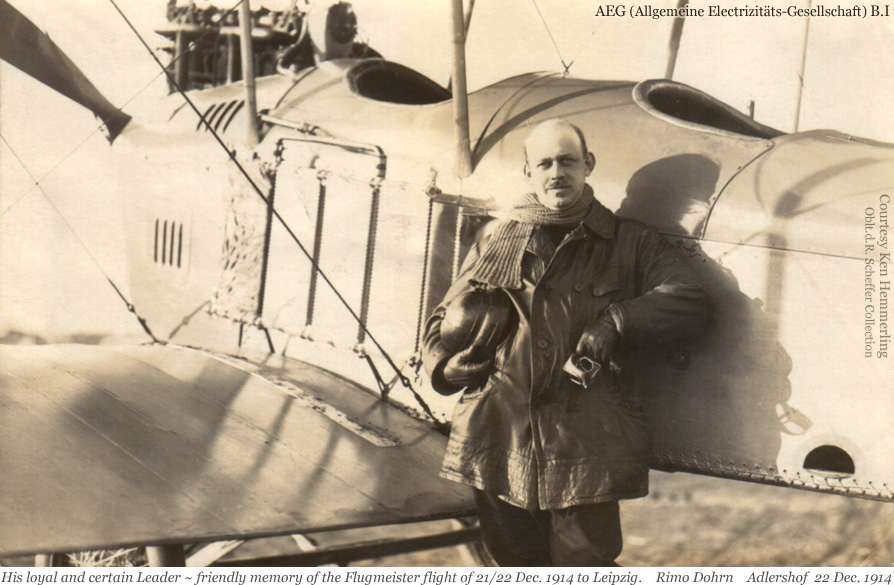

### Características generales
- Tripulación: 2
- Longitud: 10,5 m (34,4 ft)
- Envergadura: 14,5 m (47,6 ft)
- Superficie alar: 44 m² (473,6 ft²)
- Peso vacío: 744 kg (1639,8 lb)
- Peso máximo al despegue: 1044 kg (2301 lb)
- Planta motriz: 1× motor 6 cilindros en línea refrigerado por agua Mercedes D.I.
  - Potencia: 75 kW (103 HP; 102 CV)

### Rendimiento
- Velocidad máxima operativa (Vno): 110 km/h (68 MPH; 59 kt)
- Techo de vuelo: 2.500 m
- Carga alar: 24 kg/m² (4,9 lb/ft²)